# Rakhine
Rakhine (Arakan) (birm. ရခိုင်ပြည်နယ် /jəkʰàiɴ pjìnɛ̀/) – jeden ze stanów w Mjanmie (Birmie), nad Zatoką Bengalską, ze stolicą w Sittwe.
Populacja wynosi 3 188 963. Większość mieszkańców to wyznający buddyzm Arakanowie. Oprócz tego stan zamieszkują także Birmańczycy, muzułmańscy Rohingja oraz Czinowie. 
Znaczącą rolę w gospodarce stanu odgrywa ryż, który stanowi 85% wszystkich upraw.